# Савченко, Валерий Григорьевич
Валерий Григорьевич Савченко (8 января 1952, Карнауховка, Украинская ССР — 25 июля 2021, Москва) — российский гематолог, академик РАН, доктор медицинских наук, профессор. Директор Национального медицинского исследовательского центра гематологии. Заслуженный работник здравоохранения Российской Федерации (2018).

## Биография
В 1975 году с отличием окончил ММИ им. И. М. Сеченова.
В 1980 году окончил ординатуру и аспирантуру на кафедре гематологии Центрального Института усовершенствования врачей, защитил кандидатскую диссертацию на тему «Патогенез и лечение идиопатической тромбоцитопенической пурпуры». В течение семи лет работал ассистентом кафедры.
С 1988 года — руководитель отделения химиотерапии гемобластозов и трансплантации костного мозга Гематологического научного центра. С 1992 года является председателем Научно-исследовательской группы гематологических центров России.
В 1993 году защитил докторскую диссертацию по теме «Современная стратегия терапии острых лейкозов». Учёное звание профессора — с 1996 года.
В 2004 году избран членом-корреспондентом Российской Академии медицинских наук. С 2006 года — директор Научно-исследовательского института трансплантации костного мозга и молекулярной гематологии Гематологического научного центра. Председатель Национального гематологического общества с 2010 года.
В 2011 году назначен директором Гематологического научного центра, в этом же году избран действительным членом (академиком) РАМН.
Скончался 25 июля 2021 года. Похоронен на Троекуровском кладбище Москвы (участок 2).

## Профессиональная и научная деятельность
Опубликовал 390 работ, 4 монографии, получено 4 авторских свидетельства об изобретении. Под руководством Валерия Савченко выполнено 22 кандидатские и 4 докторские диссертации. Член Американской ассоциации гематологов, Президиума Московского общества терапевтов.
Входит в состав редколлегии журналов «Гематология и трансфузиология», «Российский онкологический журнал», «Терапевтический архив».

## Награды
- Заслуженный работник здравоохранения Российской Федерации (3 мая 2018) — за заслуги в сфере здравоохранения и многолетнюю добросовестную работу[3].